# Assassinat de Ziaur Rahman
 (février 2024).
Si vous disposez d'ouvrages ou d'articles de référence ou si vous connaissez des sites web de qualité traitant du thème abordé ici, merci de compléter l'article en donnant les références utiles à sa vérifiabilité et en les liant à la section « Notes et références ».
L’assassinat de Ziaur Rahman est survenu le 30 mai 1981. Ziaur Rahman, le 8e président du Bangladesh, a été assassiné par une faction d'officiers de l'armée bangladaise dans la ville portuaire de Chittagong. Rahman s'est rendu à Chittagong pour arbitrer un affrontement entre les dirigeants locaux de son parti politique, le Bangladesh Nationalist Party. Dans la nuit du 30 mai, un groupe d'officiers a pris le contrôle de la Chittagong Circuit House, une résidence gouvernementale où Rahman résidait, lui tirant dessus ainsi que sur plusieurs autres personnes,.

## Contexte général
De nombreux politiciens bangladais considèrent Rahman comme un héros de guerre. Cependant, son rôle après l'assassinat le 15 août 1975 de Sheikh Mujibur Rahman et de sa famille reste controversé. La loi sur l'indemnisation, une ordonnance ordonnée par Khondaker Mostaq Ahmad en 1975 graciant les tueurs condamnés par la suite de Sheikh Mujibur Rahman, a été légalisée par Rahman pendant son mandat de président. Certains assassins de Sheikh Mujibur Rahman et de sa famille ont été envoyés à l'étranger pendant qu'il était président.
La Haute Cour de Dhaka a déclaré les prises de pouvoir par des coups d'État militaires entre 1975 et 1979, y compris le régime militaire de Zia, comme "illégales et inconstitutionnelles". Les décrets de loi martiale de Zia, son ascension à la présidence en 1977 et l'élection tenue en 1978 ont été déclarés "inconnus de la constitution". La décision du tribunal a annulé la loi sur l'indemnisation par laquelle ces mêmes événements ont reçu un statut juridique et sont inscrits dans la constitution.
Rahman est attaqué pour avoir réprimé l'opposition. On prétend qu'environ 3 000 soldats, responsables militaires et civils ont disparu ou ont été tués pendant son règne. À une occasion, environ 1 143 personnes ont été pendues dans diverses prisons du Bangladesh, accusées d'avoir participé à une tentative de coup d'État manquée le 2 octobre 1977.
Cependant, le mouvement de Zia vers l'islamisation lui a valu le soutien des Bangladais ordinaires. S'éloignant de la laïcité de Mujib, Rahman a affirmé une identité politique islamiste pour le Bangladesh et l'appartenance à la communauté plus large des nations musulmanes.
Cependant, de nombreux historiens ont déclaré que ces mesures jetaient les bases de futurs conflits communautaires et ethniques en isolant et en aigrit de nombreuses minorités ethniques et religieuses au Bangladesh.

### La présidence de Zia
Le mandat de Ziaur Rahman en tant que président du Bangladesh a commencé le 21 avril 1977 en prenant la présidence d'Abu Sadat Mohammad Sayem. Il a dit avec un soupçon de créer de la concurrence dans la politique du pays,

« "Je vais rendre la politique difficile pour les politiciens." »

Moins de 24 heures après avoir pris ses fonctions de président du Bangladesh, Zia a annoncé un référendum de confiance pour évaluer l'opinion publique sur son règne.

### Référendum et élection présidentielle
Le référendum organisé le 30 mai 1977 choque commentateurs et observateurs politiques. Selon la Commission électorale du Bangladesh, Zia a obtenu 98,87% des voix, avec seulement 1% des électeurs opposés à ses opinions, ce qui soulève de sérieuses questions sur le processus.
Avec le plébiscite fictif, Zia a annoncé des élections présidentielles l'année suivante. Il s'agissait de la première élection présidentielle organisée au Bangladesh après la révolution politique.
Zia, un héros de guerre, est entré dans la course électorale en tant que candidat du Front nationaliste, une coalition de six partis qui comprenait des partis islamistes comme la Ligue musulmane d'un côté et des partis dirigés par des minorités comme la Fédération des castes répertoriées de l'autre. Son principal rival était le général MAG Osmani, commandant en chef de l'Armée de libération du Bangladesh en 1971, soutenu par l'Alliance démocratique, une plate-forme de la Ligue Awami et certains partis de gauche.

### Allégations de trucage électoral
Lors de l'élection présidentielle de 1978, Zia a obtenu environ 76 % des voix et le général Osmani 21 % selon les chiffres communiqués par les autorités. Les partisans d'Osmani ont affirmé que l'élection avait été truquée et que les urnes avaient été bourrées dans tout le pays. Cependant, une analyse des résultats montre que l'élection a été largement équitable et dans certains districts dominés par la Ligue Awami comme Gopalganj, Ziaur Rahman n'a obtenu que 16% du total des voix.
L'élection a donné à Zia une sorte de légitimité pour diriger le Bangladesh en tant que président.

### Ordonnance sur l'indemnisation
Zia a pris plusieurs mesures controversées pour discipliner l'armée et consolider le pouvoir, et pour gagner le soutien de certains partis politiques de droite tels que le Jamaat-e-Islami. Zia a également facilité le retour de la Ligue musulmane et d'autres partis islamiques
Zia a nommé Shah Azizur Rahman, personnalité anti-indépendance très controversée, au poste de Premier ministre. qui, bien qu'un Bengali, est allé aux Nations unies en tant que représentant du Pakistan en 1971 et a dit,

« « … l'armée n'a rien fait de mal en attaquant le Pakistan oriental. Ce qui se passe au nom de la guerre de libération au Pakistan est une conspiration indienne et un mouvement séparatiste…. " »

Zia avait nommé plusieurs personnes accusées d'avoir tué Sheikh Mujibur Rahman à l'étranger. Le major Dalim, le major Rashid et le major Farooq ont été nommés au ministère des Affaires étrangères et, plus tard, ils ont été nommés ambassadeurs du Bangladesh dans les pays d'Afrique et du Moyen-Orient.
L'ordonnance sur l'indemnisation (qui a accordé l'immunité de poursuites judiciaires aux personnes impliquées dans l'assassinat du président Sheikh Mujibur Rahman, le coup d'État et d'autres événements politiques entre 1975 et 1979) a été promulguée par le président Khandaker Mushtaq Ahmad en 1975, qui a été approuvée par le Parlement en tant que indemnité. La loi a été ajoutée en tant que cinquième amendement à la Constitution pendant le mandat du président Hussain Muhammad Ershad.

## Événements
Le 30 mai 1981, à 4 heures du matin, trois équipes d’officiers de l'armée ont attaqué la Circuit House de Chittagong où Rahman dormait. En tout, il y avait 16 officiers de l'armée, les soldats refusant de se joindre à eux. Ils avaient onze mitrailleuses, trois lance-roquettes et trois grenades à fusil. Tous les membres de l'équipe d'attaque étaient des officiers commissionnés.
Les principaux chefs de cette équipe d'attaque étaient le lieutenant-colonel Matiur Rahman, le lieutenant-colonel Mahbub et le major Khaled. Le lieutenant-colonel Fazle Hossain a commencé l'attaque en lançant deux roquettes vers la Circuit House, ce qui a créé deux grands trous dans le bâtiment. Les agents ont ensuite fouillé pièce par pièce pour trouver Rahman. Le major Mojaffar et le capitaine Moslehdudin ont trouvé le président en premier. Moslehuddin a informé Rahman qu'ils l'emmèneraient au cantonnement. Peu de temps après, cependant, le colonel Matiur Rahman est arrivé avec une autre équipe et lui a tiré dessus de près avec une mitraillette.
Parmi les assaillants, le lieutenant-colonel Matiur Rahman et le colonel Mahbub ont été tués alors qu'ils tentaient de s'échapper, le major Khaled et le major Mojaffar se sont échappés et le capitaine Moslehuddin a été arrêté et condamné à la prison à vie. Cependant, à partir de 2010, il vit aux États-Unis.

## Conséquences
Après l'assassinat de Rahman le 30 mai 1981, Hossain Mohammad Ershad, le chef d'état-major de l'armée (en), est resté fidèle au gouvernement et a ordonné à l'armée de réprimer la tentative de coup d'État des associés de Rahman dirigée par le général de division Abul Manzoor.
Le gouvernement a ordonné aux forces rebelles de se rendre et leur a donné un délai. La plupart des soldats, y compris les officiers qui ont participé à la mission d'attaque dans Chittagong Circuit House, se sont rendus et l'officier principal, y compris Manzoor, a tenté de s'échapper vers Chittagong Hill Tracts. En chemin, ils ont été capturés par la force envoyée par le gouvernement. Le colonel Matiur Rahman et le lieutenant-colonel Mahub (chef du 21e Bengale oriental, neveu de Manzoor) ont été abattus par le major Mannan (un officier du retour au Pakistan, 2IC du 12e bataillon du génie).
Le général Manzoor a été capturé à Fatikchhari par la police et les forces armées pendant que Manzoor et sa femme nourrissaient leurs enfants dans un jardin de thé. Cependant, il s'est rendu à la police et il a été emmené à Hathazari thana. Le général Manzoor a demandé un avocat, ce qui lui a été refusé. Il a ensuite demandé à être envoyé à la prison de Chittagong, sinon il a dit que l'armée le tuerait. Mais quand il est monté dans le fourgon de police, une escouade de l'armée est arrivée à la prison et après un débat, un certain Nayeb Subadar a attrapé la main du général Manzoor et l'a forcé à se diriger vers le véhicule de l'armée. Il a ensuite été aveuglé et les mains ont été serrées. Cependant, ce qui s'est passé par la suite n'a jamais été révélé par le gouvernement et a été classifié. Le gouvernement a annoncé plus tard que le général Manzoor avait été tué par des soldats indisciplinés qui étaient furieux après avoir su que le général Manzoor était le principal conspirateur de l'assassinat.
La mort de Manzoor (d'abord décrite comme ayant été aux mains d'une "foule enragée", mais plus tard montrée dans un rapport d'autopsie comme ayant été par balle à l'arrière de la tête) a ajouté au mystère. Le reste des conspirateurs a été jugé par un tribunal militaire et condamné à des peines allant de la peine de mort à l'emprisonnement.
Après la mort de Rahman, le vice-président du juge bangladais Abdus Sattar est devenu président par intérim. Il a été élu lors d'un vote populaire en décembre 1981, mais a été déposé le 24 mars 1982 par un coup d'État sans effusion de sang d'Ershad.
L'un des accusés du meurtre de Rahman, le capitaine Giasuddin Ahmed est maintenant membre de la Ligue Awami du Jatiya Sangsad de l'upazila de Gaffargaon, dans le district de Mymensingh .
Douze officiers, pour la plupart des vétérans, ont été pendus pour leur implication présumée dans le meurtre du président Rahman après un procès précipité devant un tribunal militaire qui s'est achevé en 18 jours seulement. Le 13e officier a été pendu deux ans plus tard alors qu'il était soigné pour des blessures par balle qu'il avait reçues lors de l'assassinat.

## Procès
18 officiers ont été traduits devant un tribunal militaire, 13 ont été condamnés à mort et 5 ont été condamnés à des peines de prison variables. Les policiers ont été arrêtés entre le 1er et le 3 juin 1981 et une cour martiale, présidée par le général de division Abdur Rahman, a commencé à la prison centrale de Chittagong le 10 juillet 1981 et s'est terminée le 28 juillet 1981. Douze officiers ont été exécutés. Le général de division Abdur Rahman, un officier de retour au Pakistan, a ensuite été envoyé en France en 1983 et 1984 comme ambassadeur, y mourant mystérieusement. Sa famille a affirmé que le général Rahman avait été tué par le gouvernement du Bangladesh.

### Officiers exécutés
Brigadier Mohsin Uddin Ahmed
Colonel Nawajesh Uddin
Colonel M Abdur Rashid
Lt Colonel l AYM Mahfuzur Rahman
Lt Colonel M Delwar Hossain
Lt Colonel Shah Md Fazle Hossain (exécuté le 23 septembre 1983, pendu alors qu'il était physiquement totalement inapte)
Major AZ Giashuddin Ahmed
Major Rawshan Yazdani Bhuiyan (en)
Major Kazi Mominul Haque
Major M Mojibur Rahman
Capitaine Mohammad Abdus Sattar
Capitaine Jamil Haque
Lt Mohammad Rafiqul Hassan Khan, 23 ans lors de sa pendaison.
(Rafiq a affirmé plus tard qu'il était en mission sous les ordres de son supérieur, sans connaissance de la mission.) Les procureurs de l'armée, qui ont été nommés pour défendre ces 13 officiers présumés, ont qualifié plus tard le procès de "procès ridicule" car ils se sont tous vu refuser la possibilité minimale de se défendre.

### Condamné à la prison
Lt Mosleh Uddin (condamnation à perpétuité, car il vivait aux États-Unis en 2010)
(Mosleh Uddin était le frère cadet du brigadier Mohsin Uddin Ahmed, qui a été condamné à être exécuté. Comme son frère aîné a été condamné à mort, son frère cadet n'a pas été condamné à mort.)

### Officiers retirés de l'armée
Les officiers suivants ont été retirés de l'armée.
Brigadier Abu Said Matiul Hannan Shah (en)
Brigadier AKM Azizul Islam
Brigadier Gias Uddin Ahmed Chodhury (Bir Bikram)
Brigadier Abu Jafar Aminul Huque (Bir Bikram)
Colonel Md. Bajlul goni patwari (Bir Protik)
Lieutenant-colonel AS Enamul Huque
Lieutenant-colonel Md. Jainul Abedin
Lieutenant-colonel Md. Abdul Hannan (Bir Protik)
Major Manjur Ahmed (Bir Protik)
Major Wakar Hassan (Bir Protik)
Major Md. Abdul Jalil
Major Rafiqul Islam
Major MD. Abdus Salam
Major AKM Rezaul Islam (Bir Protik)
Major Md. Asaduzzaman
Capitaine Jahirul Huque Khan (Bir Protik)
Capitaine Majharul Huque
Capitaine ASM Abdul Hai
Capitaine Ilyas (était à la prison de Rajshahi avec le brig. Mohsin)
Lieutenant Abul Hasem